# Wieloczynnikowa analiza wariancji
Wieloczynnikowa analiza wariancji jest testem statystycznym służącym ocenie wpływu wielu zmiennych niezależnych (czynników) na wartość rozpatrywanej zmiennej zależnej. Za analizę wieloczynnikową przyjmuje się taką, w której mamy do czynienia z co najmniej dwoma zmiennymi niezależnymi (czynnikami klasyfikującymi).

## Założenia
Wyniki uzyskane metodą analizy wieloczynnikowej uznaje się za prawdziwe, o ile spełnione są następujące założenia:
- każda populacja musi mieć rozkład normalny,
- wariancje w populacjach są równe.

## Teoria
Omówmy podstawy analizy wieloczynnikowej na przykładzie 2-czynnikowej analizy wariancji.
Podobnie jak w przypadku analizy jednoczynnikowej, tak i teraz wpływ zmiennych niezależnych na zmienną zależną weryfikowany jest z uwzględnieniem wielu ich poziomów – dla przykładu, zmienna niezależna pn. „satysfakcja pacjenta z terapii lekowej” może być rozpatrywana na 4 poziomach: terapia lekiem I, terapia lekiem II, terapia lekiem III, terapia przy użyciu placebo. Analiza wieloczynnikowa prowadzi zatem do wskazania, jak na zmienną zależną wpływają:
- czynniki klasyfikujące (zmienne niezależne) – oznaczane z reguły wielkimi literami (A, B, C itd.);
- wzajemne interakcje między czynnikami klasyfikującymi (zmiennymi niezależnymi) – oznaczane poprzez wskazanie współzależnych czynników (AB, AC itd.);
- poziomy czynników klasyfikujących (zmiennych niezależnych) – oznaczane z reguły małymi literami (a, b, c itd.).

Co istotne, ponieważ wieloczynnikowa analiza wariancji uwzględnia interakcję czynników (zmiennych niezależnych) między sobą – czyni to niezasadnym metodologicznie wielokrotne stosowanie jednoczynnikowych analiz wariancji dla każdego z rozpatrywanych czynników kwalifikujących.
Załóżmy zatem, że spełnione są ww. założenia, a we wszystkich podgrupach wyznaczonych przez czynniki klasyfikujące A (niech tworzy go a-poziomów) i B (niech tworzy go b-poziomów) znajduje się taka sama liczba obserwacji (k).
Układ hipotez zerowych jest następujący:
- {\displaystyle H_{A0}{:}} Czynnik A nie wpływa na zmienną zależną.
- {\displaystyle H_{B0}{:}} Czynnik B nie wpływa na zmienną zależną.
- {\displaystyle H_{AB0}{:}} Wzajemna interakcja czynników AB nie wpływa na zmienną zależną.

Dla każdego z czynników A, B (źródeł zmienności) oraz interakcji AB wyznaczany jest osobny zestaw parametrów, na które składają się: liczba stopni swobody {\displaystyle (\upsilon _{z}),} suma kwadratów odchyleń {\displaystyle (SS_{z})} oraz średni kwadrat odchyleń {\displaystyle (MS_{z}).} Parametry te stanowią podstawę do obliczenia wartości statystyki testowej {\displaystyle (F_{z}).} Statystyka {\displaystyle F_{z}} ma, przy założeniu prawdziwości hipotezy zerowej, rozkład F Snedecora o liczbie stopni swobody odpowiadającej {\displaystyle \upsilon _{z}} i czynnikowi losowemu {\displaystyle e} (błąd).
Komplet przydatnych wzorów, z uwzględnieniem powyższych uwarunkowań, zestawiono poniżej:
- liczba stopni swobody: {\displaystyle \upsilon _{A}=a-1,} {\displaystyle \upsilon _{B}=b-1,} {\displaystyle \upsilon _{AB}=(a-1)\cdot (b-1),} {\displaystyle e=n-ab.}

- suma kwadratów odchyleń: {\displaystyle SS_{A}=bk\sum \limits _{i=1}^{a}({\overline {y_{i\cdot \cdot }}}-{\overline {y}})^{2},} {\displaystyle SS_{B}=ak\sum \limits _{j=1}^{b}({\overline {y_{\cdot j\cdot }}}-{\overline {y}})^{2},} {\displaystyle SS_{AB}=k\sum \limits _{i=1}^{a}\sum \limits _{j=1}^{b}({\overline {y_{ij\cdot }}}-{\overline {y_{i\cdot \cdot }}}-{\overline {y_{\cdot j\cdot }}}+{\overline {y}})^{2},} {\displaystyle SS_{e}=\sum \limits _{i=1}^{a}\sum \limits _{j=1}^{b}\sum \limits _{l=1}^{k}(y_{ijl}-{\overline {y_{ij\cdot }}})^{2}.}

- średni kwadrat odchyleń: {\displaystyle MS_{A}={\frac {SS_{A}}{\upsilon _{A}}}={\frac {SS_{A}}{a-1}},} {\displaystyle MS_{B}={\frac {SS_{B}}{\upsilon _{B}}}={\frac {SS_{B}}{b-1}},} {\displaystyle MS_{AB}={\frac {SS_{AB}}{\upsilon _{AB}}}={\frac {SS_{AB}}{(a-1)(b-1)}},} {\displaystyle MS_{e}={\frac {SS_{e}}{\upsilon _{e}}}={\frac {SS_{e}}{n-ab}}.}
- statystyka testowa: {\displaystyle F_{A}={\frac {MS_{A}}{MS_{e}}},} {\displaystyle F_{B}={\frac {MS_{B}}{MS_{e}}},} {\displaystyle F_{AB}={\frac {MS_{AB}}{MS_{e}}}.}
- wartość krytyczna odczytywana z tablic: {\displaystyle F_{v_{A},v_{e}},} {\displaystyle F_{v_{B},v_{e}},} {\displaystyle F_{v_{AB},v_{e}}.}

Jeżeli w świetle dokonanych szacunków, przy ustalonej wartości poziomu istotności {\displaystyle \alpha }, odczytana z tablic wartość krytyczna {\displaystyle F_{v_{z},v_{e}}} jest mniejsza od wyliczonej wartości statystyki testowej {\displaystyle F_{z}} – odrzucamy hipotezę zerową {\displaystyle H_{0}} na rzecz hipotezy alternatywnej {\displaystyle H_{1}}.